# Tessa Sanderson
Tessa Sanderson (eigentlich Theresa Ione Sanderson; * 14. März 1956 in Saint Elizabeth Parish) ist eine ehemalige britische Speerwerferin und Olympiasiegerin jamaikanischer Herkunft.
1976 wurde sie Zehnte bei den Olympischen Spielen in Montreal. 1978 gewann sie bei den Europameisterschaften in Prag Silber und Gold bei den Commonwealth Games in Edmonton, bei denen sie für England antrat. Bei den Olympischen Spielen in Moskau schied sie in der Qualifikation aus.
Einem vierten Platz bei den Weltmeisterschaften 1983 in Helsinki, folgte im Jahr darauf ihr größter Triumph. Bei den Spielen in Los Angeles gewann sie als erste britische Schwarze eine olympische Goldmedaille.
Einem Sieg bei den Commonwealth Games 1986 in Edinburgh folgte 1987 ein vierter Platz bei den Weltmeisterschaften in Rom. 1988 schied sie bei den Olympischen Spielen in Seoul in der Qualifikation aus, und 1990 verteidigte sie ihren Titel bei den Commonwealth Games in Auckland.
Ihr letzter großer Erfolg war der vierte Platz bei den Olympischen Spielen 1992 in Barcelona. Mit 40 Jahren qualifizierte sie sich zum sechsten Mal für die Olympischen Spiele, kam aber 1996 in Atlanta ebenso wenig über die Vorrunde hinaus wie bei den Weltmeisterschaften in Athen.